# Klooster van Waarschoot

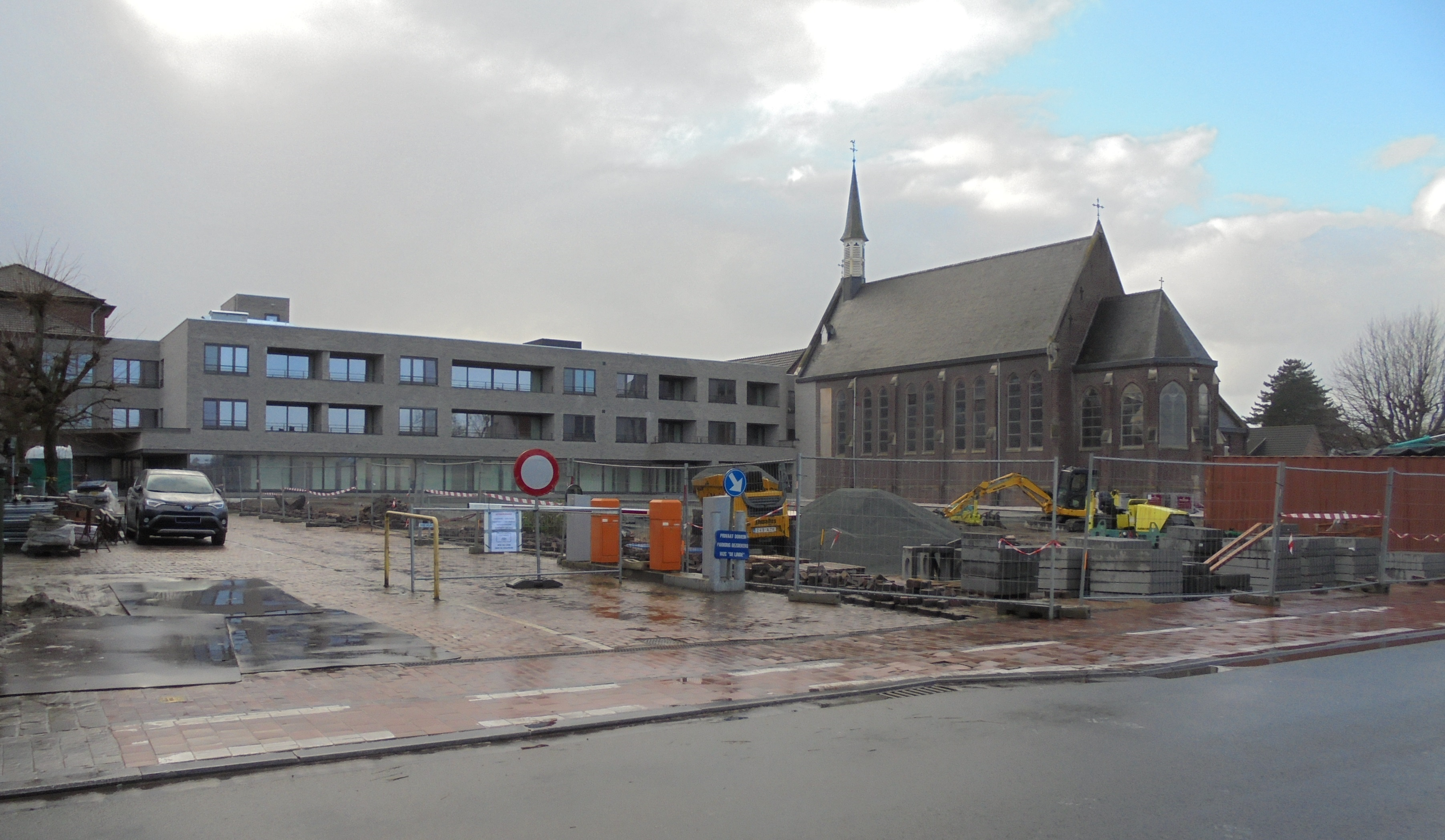
Kapel van het voormalig klooster

Het Klooster van Waarschoot is een voormalig klooster in de tot de Oost-Vlaamse gemeente Lievegem behorende plaats Waarschoot, gelegen aan de Schoolstraat 33.
Dit klooster van de Godvruchtige gemeenschap der zusters van de Heilige Vincentius à Paulo werd gesticht in 1839, en in 1866 werd de eerste steen voor de kapel gelegd. De neogotische kapel, gewijd aan Sint-Jozef, werd ontworpen door Jean-Baptiste Bethune en ingewijd in 1868. In de jaren daarna vonden nog vele uitbreidingen plaats zoals schoollokalen (1879), een nieuwe kloostervleugel (1939) en een kleuterschool (1945).
Hoewel aangeduid als historisch erfgoed, werd dit grote complex vanaf 2017 toch geleidelijk gesloopt. Reden was dat de zusters geleidelijk ouder werden en er geen aanwas meer was. De zusters, aangevuld met hun collega's van het Waarschootse bijhuis in Gentbrugge, kwamen in een nieuwbouwcomplex wonen op de plaats van het oude klooster. Het nieuwe complex kreeg de toepasselijke naam De Bedding. De congregatie staat nu pal tussen de apostolaatswerken die decennialang werden uitgeoefend: aan de ene kant de scholensite (onderwijs) en het woonzorgcentrum De Linde aan de andere (zorg).